# 루이즈 카터

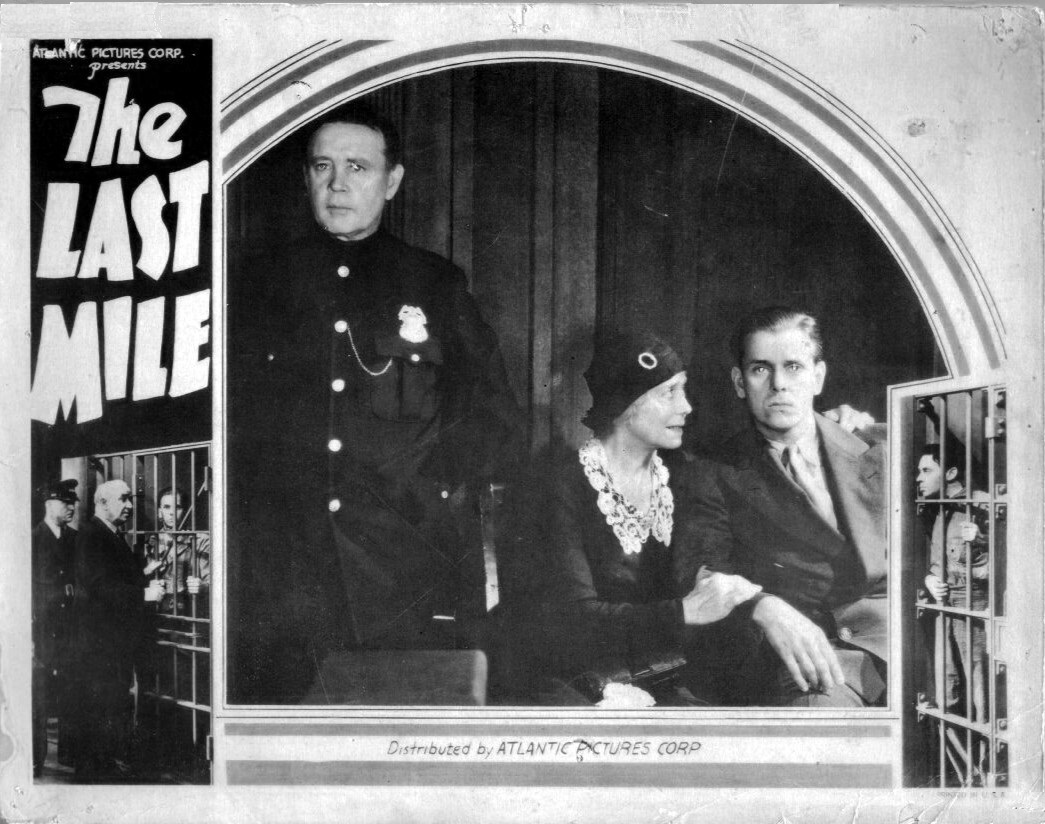

루이즈 카터(Louise Carter, 1875년 ~ 1957년)는 배우, 연극 배우, 영화배우이다.
로스앤젤레스에서 사망하였다.

## 영화
- 조로 - 볼드 카발레로 (1936년)
- 히어 이즈 마이 하트 (1934년)
- 닥터 불 (1933년)
- 순례여행 (1933년)
- 내가 죽인 남자 (1932년)
- 브론디 오브 더 폴리스 (1932년)
- 나는 탈옥수 (1932년)